# Raphael Nuzzolo
Raphaël Nuzzolo (Biel, Suiza, 5 de julio de 1983) es un exfutbolista suizo que jugaba de delantero.

## Carrera
Raphaël Nuzzolo comenzó a jugar a los 7 años en el F. C. Biel-Bienne juniors. En 1999 hizo su debut en fútbol profesional en el primer equipo. En 2001 fue contratado por el Neuchâtel Xamax FC.

## Clubes
| Club                  | País  | Año       |
| --------------------- | ----- | --------- |
| F. C. Biel-Bienne     | Suiza | 1999-2001 |
| Neuchâtel Xamax F. C. | Suiza | 2001-2011 |
| B. S. C. Young Boys   | Suiza | 2011-2016 |
| Neuchâtel Xamax FCS   | Suiza | 2016-2023 |